# Royal Blood
Royal Blood (транскр. Ројал Блад) је енглески рок дуо основан у Вортингу 2013. и састоји се од бас-гитаристе и певача Мајка Кера и бубњара Бена Течера. Њиховим првим албумом, Royal Blood, који је избачен 2014. године, затресли су модерну рок сцену. Средином 2017. изашао је други албум How Did We Get So Dark? који је убрзо, својим новим уникатним звуком, преплавио свет. Најновији албум, са денс-рок елементима, Typhoons, избацили су у априлу 2021. године.
Након другог албума, овај бенд је освојио две NME Awards награде за "најбољи нови бенд" и "најбољи бенд уживо", Brit Awards награду за "најбољу британску групу" и Kerrang! Awards награду за "најбољи нови британски бенд".
Поред ових награда, бенд је више пута номинован за разне друге цењене награде.

## Историјат

### Почетак иRoyal Blood(2012-2015)
У почетку, овај бенд је био формиран у Брајтону, од стране певача и бас-гитаристе Мајка Кера и бубњара Мет Свана, да би се 2012. преселио у Кулангату у Аустралији. Тамо су снимили ЕП са песмом "Leaving" која би касније била уређена и преименована у "Come On Over". Одржали су пар концерата у Аустралији и њихова песма је пуштана на Triple-J радиу. Мајк је одлучио да се врати у Вортинг где га је сачекао Бен Течер. Данашња инкарнација овог дуа је формирана у Вортингу 2013. године са Беном уместо Мета. Одлучили су да име, који је дуо имао до сад, не мењају.
Мајк и Бен су се знали још од како су били тинејџери, када су били део четворочланог бенда Flavour Country, у којем је Бен свирао клавијатуру. Њихов први наступ се догодио два дана након повратка Мајка из Аустралије. Дуго нису могли да се пробију на сцену у Вортингу, па су неко време свирали у локалним кафићима и клубовима. Снимали су песме у студију у Brighton Electric комплексу. Тада су потписали уговор са Warner/Chappell Music издавачком кућом. Крајем године, 11. новембра, избацили свој деби сингл "Out of the Black" са Б-страном "Come On Over". Нешто касније је најављено да ће бенд подржавати Arctic Monkeys на два концерта у Finsbury Park-у 2014. године. У децембру 2013. године Royal Blood је номинован за BBC Sound of 2014. Наступали су на концертима широм света, укључујући Тексас у марту 2014, у Ливерпулу у мају и на познатим фестивалима као што су Download и Glatonsbury фестивал у јуну. У јулу су такође су свирали на фестивалима као што су T in The Park, Rock Werchter и нешто скраћено на Reading and Leeds фестивалу у августу.
Њихов деби албум, Royal Blood, избачен је 25. августа 2014. године. Овај албум је дебитовао на првом месту у Великој Британији недуго након што је изашао и био је номинован за Mercury награду. У октобру су најавили европску турнеју да би почетком 2015. године први концерт одржали у Немачкој а последњи у Шведској. Током ове турнеје бенд је имао прилику да свира са осталим легендарним бендовима и извођачима као што су Iggy Pop и Foo Fighters. Крајем августа, на мејн стејџу Leeds и Reading концерта, бенд је представио нову песму "Hook, Line & Sinker" која би се касније нашла на њиховом другом албуму. Завршили су турнеју за њихов деби албум у октобру 2015. и било је време да се врате у студио.

### How Did We Get So Dark?(2016-2017)
29. марта 2016, бенд је избацио нову песму "Where Are You Now" која би касније била обрађена и нашла се на новом албуму. Ова песма је већим делом инспирисана од стране америчке драма серије "Vinyl".
Након најављивања албума 11. априла 2017. бенд је избацио други албум "How Did We Get So Dark?" који су претходили синглови "Lights Out", "Hook, Line & Sinker" и "I Only Lie When I Love You". Албум је дебитовао на првом месту на UK Albums Chart. Овај албум их је водио на турнеје широм Британије, да би на крају 2017. године наступали на више концерата у Европи. Док су настављали да промовишу свој други албум, име бенда се нашло у првом плану на насловној страни турнеје у Сједињеним Америчким Државама, поред других бендова од којих је један Queens Of The Stone Age.

### Typhoons (2019-2021)
У јулу 2019. Мајк и Бен су, на концерту у Висбадену у Немачкој, представили две нове песме "Boilermaker" и "King". У марту 2020, започето је снимање њиховог трећег студијског албума, које ће бити успорено због пандемије COVID-19. У септембру 2020. бенд је избацио сингл "Trouble's Coming" која је месец дана касније била део саундтрека игрица FIFA 21 и NFL 21.
30. априла 2021. године објављен је албум "Typhoons" који је претходио други сингл "Typhoons". Међу једанаест нових песама на овом албуму нашла се и песма "Boilermaker". Royal Blood је такође учествовао на The Metallica Blacklist албуму групе Metallica поред разних других извођача и обрадио песму "Sad But True".

## Дискографија

#### Студијски албуми
- Royal Blood (2014)
- How Did We Get So Dark (2017)
- Typhoons (2021)
- Back to the Water Below (2023)

## Занимљивости
- Бенд се након овјаве синглова са првог албума придружио истој менаџмент фирми у којој су били Arctic Monkeys. На лето 2013. бубњар Arctic Monkeys-а је носио Royal Blood мајицу током једног од њихових концерата.[14]
- У фебруару 2015. на Brit Awards овај дуо је представио Џими Пејџ, бивши гитариста групе Led Zeppelin.
- У јуну 2019. Мајк и Бен су представили и доделили Џими Пејџу Icon Award на Kerrang! Awards наградама.[15]